# Wilhelm Ivens

Rodina Wilhelm Ivens, s Kees nalevo a Henriëtte Ivens druhá zprava (1888)

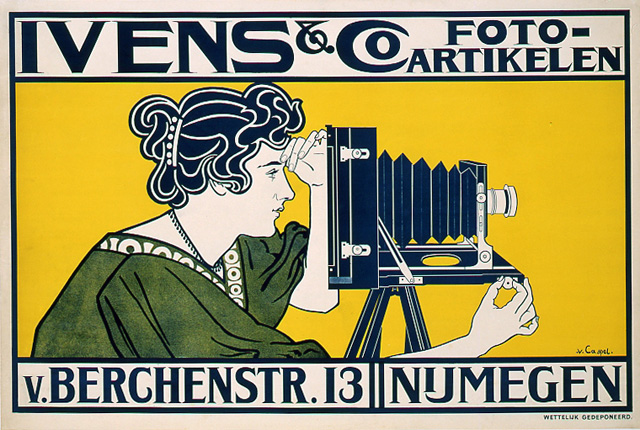
Reklama na společnost Ivens & Co z roku 1899

Wilhelm Ivens (Efferen, Německo, 1849 – Nijmegen, 1904) byl nizozemský fotograf.

## Životopis
V roce 1869 se tehdy 21letý Wilhelm Ivens usadil v Nijmegenu. O dva roky později si v Nijmegenu otevřel vlastní fotoateliér na adrese Doddendaal. V roce 1878 se přestěhoval do Houtstraatu, který také patří pod Nijmegen. Společnost vyráběla hlavně portréty v populárním formátu carte de visite.
Ivens se oženil s Jacobou Marií Gerardu van Leeuwen. Je otcem Keese Ivense a dědečkem filmaře Jorise Ivense.
Městské scenérie
V 70. letech 19. století byl městským úřadem v Nijmegenu pověřen Ivens fotografováním opevnění kolem Nijmegenu, protože byly zbořeny. Na konci 19. století vytvořil Ivens sérii městských scenérií, které nazval „Nové město“. Řadu tak nazval, protože opevnění a hradby byly zbořeny, což dalo městu zcela nový vzhled. Zvečnil to z různých úhlů. Fotografie byly poté vloženy na karton a poté opatřeny titulkem.

## Galerie

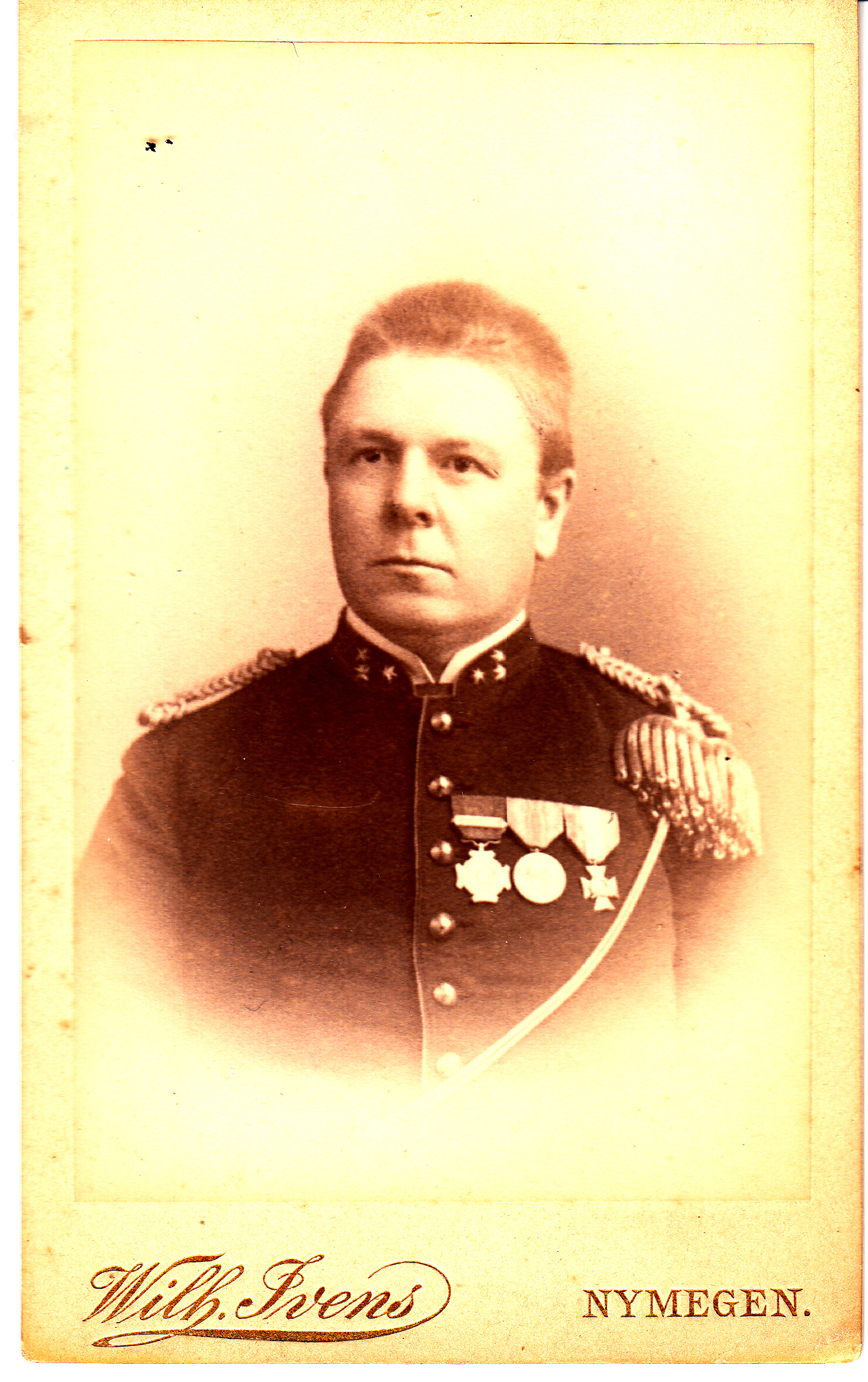
Portrét Hendrika van der Weddena, ateliér Wilhelma Ivense
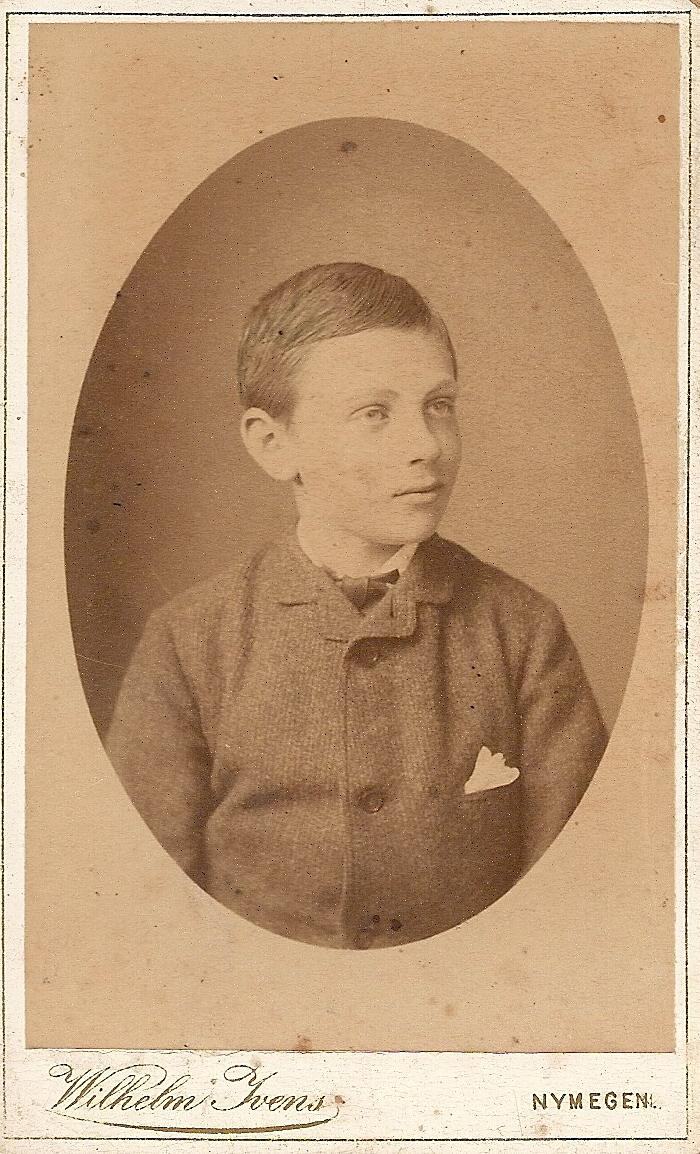
Portrét chlapce, ateliér Wilhelma Ivense
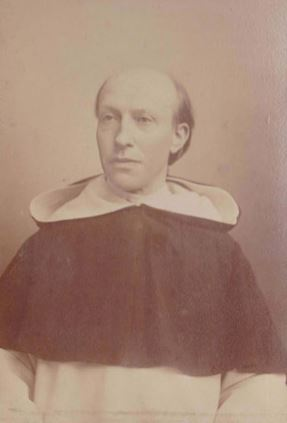
J. V. de Groot
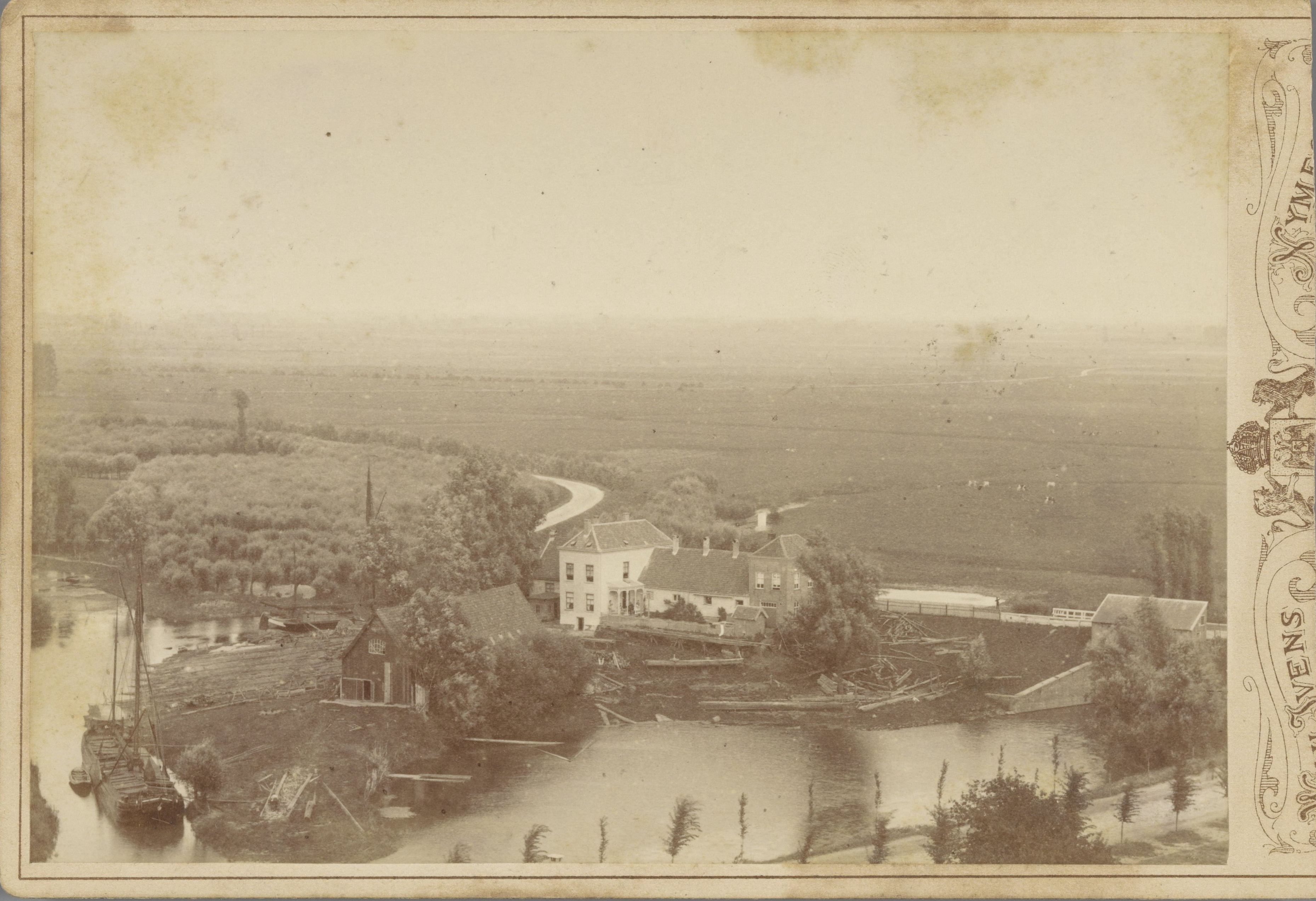
Gezicht op de Ooypolder vanaf de Belvédère te Nijmegen
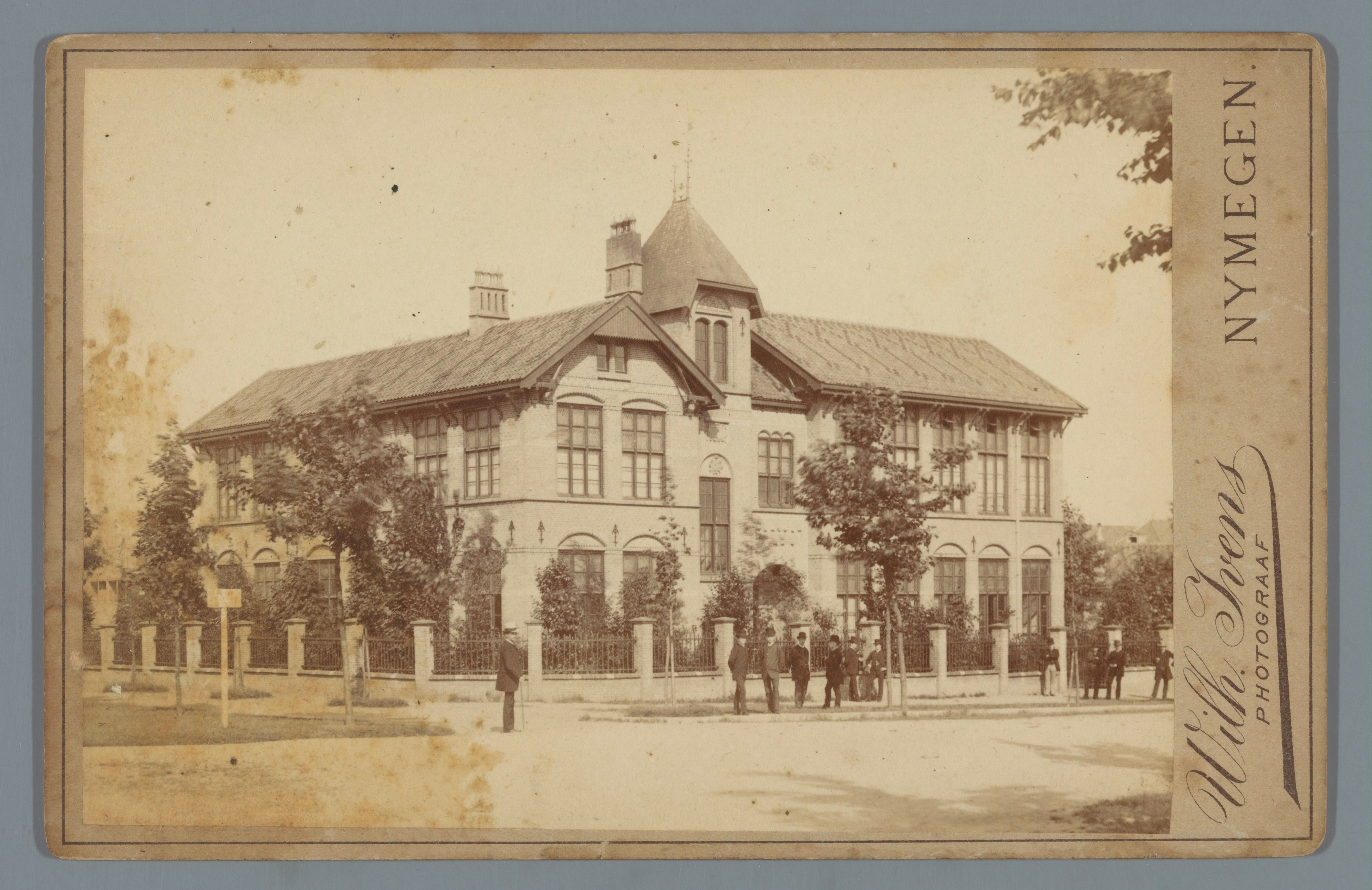
Groepsportret bij de Kweekschool voor onderwijzers te Nijmegen

## Práce ve veřejných sbírkách (výběr)
- Rijksmuseum Amsterdam[2]